# Liste des maires d'Argenteuil (Val-d'Oise)
Pour un article plus général, voir Argenteuil (Val-d'Oise).
Cet article liste les maires de la commune d'Argenteuil, commune du Val-d'Oise.

## Liste des maires
| Période                                  | Période  | Identité                   | Étiquette    | Qualité                                                                             |
| ---------------------------------------- | -------- | -------------------------- | ------------ | ----------------------------------------------------------------------------------- |
| Les données manquantes sont à compléter. |          |                            |              |                                                                                     |
| 1790                                     | 1791     | Jean-Jacques Collas        |              |                                                                                     |
| 1791                                     | 1792     | Étienne Chevalier          |              |                                                                                     |
| 1792                                     | 1797     | Antoine David              |              |                                                                                     |
| 1797                                     | 1800     | Jean-François Lheraut      |              |                                                                                     |
| 1800                                     | 1814     | Jean-Baptiste Dulong       |              |                                                                                     |
| 1814                                     | 1815     | Jean-Antoine Collas        |              |                                                                                     |
| 1815                                     | 1821     | Jean-Grégoire Collas       |              |                                                                                     |
| 1821                                     | 1826     | Jean-Charles Maingot       |              |                                                                                     |
| 1826                                     | 1831     | Hyacinthe Bernier          |              |                                                                                     |
| 1831                                     | 1835     | Isidore Recappee           |              |                                                                                     |
| 1835                                     | 1836     | Maurice Beringier          |              |                                                                                     |
| 1836                                     | 1842     | Olivier Dubaut             |              |                                                                                     |
| 1842                                     | 1843     | Charles Touzelin           |              |                                                                                     |
| 1843                                     | 1847     | Nicolas-Jacques Chevalier  |              |                                                                                     |
| 1847                                     | 1847     | Charles Touzelin           |              |                                                                                     |
| 1847                                     | 1847     | Nicolas-Jacques Chevalier  |              |                                                                                     |
| 1847                                     | 1848     | Étienne Olivier Chevalier  |              |                                                                                     |
| 1848                                     | 1848     | Jean-Jacques Collas        |              |                                                                                     |
| 1848                                     | 1851     | Jacques-Isidore Recappee   |              |                                                                                     |
| 1851                                     | 1865     | Charles Touzelin           |              |                                                                                     |
| 1865                                     | 1870     | Louis-Eugène Aubry         |              |                                                                                     |
| 1870                                     | 1871     | Louis Taillandier          |              |                                                                                     |
| 1871                                     | 1878     | François Charpentier       |              |                                                                                     |
| 1878                                     | 1892     | Gustave Dantier            |              |                                                                                     |
| 1892                                     | 1896     | Jacques Defresne Bast      |              |                                                                                     |
| 1896                                     | 1900     | Alfred Labriere            |              |                                                                                     |
| 1900                                     | 1904     | Jacques Defresne Bast      |              |                                                                                     |
| 1904                                     | 1912     | Lemoine Riviere            |              |                                                                                     |
| 1912                                     | 1919     | Jacques Defresne Bast      |              |                                                                                     |
| 1919                                     | 1922     | Alfred Labriere            |              |                                                                                     |
| 1922                                     | 1925     | Jean-Alexandre Taillandier |              |                                                                                     |
| 1925                                     | 1929     | Léopold Gautherin          |              |                                                                                     |
| 1929                                     | 1935     | Jean-Baptiste Decoman      |              |                                                                                     |
| 1935                                     | 1940     | Victor Dupouy              | PCF          |                                                                                     |
| 1940                                     | 1945     | Délégation spéciale        |              |                                                                                     |
| 1945                                     | 1977     | Victor Dupouy              | PCF          | Conseiller général (1967-1976)                                                      |
| 1977                                     | 1995     | Robert Montdargent         | PCF          | Journaliste Député du Val-d'Oise (1974-1993)                                        |
| 1995                                     | 2001     | Roger Ouvrard              | PCF          | Conseiller général d'Argenteuil-Ouest (1985-1998)                                   |
| 2001                                     | 2008     | Georges Mothron            | RPR puis UMP | Ingénieur chimiste Conseiller régional d'Île-de-France (1998-2003) Député           |
| 2008                                     | 2014     | Philippe Doucet            | PS           | Cadre dans le secteur privé Conseiller général d'Argenteuil-Nord (2004-2011) Député |
| 2014                                     | en cours | Georges Mothron,           | UMP puis LR  | Ingénieur chimiste Conseiller général d'Argenteuil-Nord (2011-2015)                 |

## Pour approfondir